# Мировский сельский совет (Томаковский район)
Мировский сельский совет (укр. Мирівська сільська рада) — входит в состав
Томаковского района
Днепропетровской области
Украины.
Административный центр сельского совета находится в 
пос. Мировое.

## Населённые пункты совета
- пос. Мировое
- с. Весёлая Фёдоровка
- с. Настасовка
- с. Топила